# Королевство Славония
Королевство Славония (хорв. Kraljevina Slavonija; серб. Краљевина Славонија; нем. Königreich Slawonien; лат. Regnum Sclavoniae) — королевство в составе Габсбургской монархии и Австро-Венгрии в XVIII и XIX веках, включавшее северные части современных регионов Славонии (ныне в составе Хорватии) и Срем (ныне в составе Сербии и Хорватии).

## История
Королевство Славония было образовано на территории Военной границы в 1745 году, в составе Земли короны Святого Иштвана, и подчинялась Королевству Хорватия и Королевству Венгрия.